# Zel Etz Tamar
Zel Etz Tamar (hebräisch צל עץ תמר, Dattelpalmenschatten) ist ein populäres israelisches Lied, das seit seiner Entstehung im Jahr 1945 in unterschiedlichen Musikstilen interpretiert wurde. Am bekanntesten ist die Version des Sängers Sohar Argov.

## Geschichte
Der Text des Liedes, ein Gedicht, wurde im Oktober 1945 von Efraim Weinstein (1923–2004) verfasst, der 1934 aus Polen ins spätere Israel ausgewandert war. Er schrieb es, ohne eine Veröffentlichung in Erwägung zu ziehen, für seine Freundin, die er im selben Jahr heiratete. Die Vertonung nahm Weinsteins Schwager, Chaim Kobrin (1912–1983), vor, der in Tiberias als Internist tätig war und abends als Geiger in Kaffeehäusern auftrat. Der Text drückt Weltschmerz aus, der durch das Geigenspiel zum Ausdruck gebracht wird. Das Instrument ist der eigentliche Protagonist des Gedichtes, verfügt über hypnotische Kräfte und wird im Refrain sehnsuchtsvoll beschworen. Die ursprüngliche handschriftliche Version von Weinstein und Kobrin ist mit Tango überschrieben, und in den ersten Jahren wurde das Lied als Tango gesungen.
Erstmals wurde Zel Etz Tamar 1954 bekannt, nachdem es die Sängerin Lilith Nagar auf einer Single der Plattenfirma Makolit aufgenommen hatte. In den 1970er Jahren wurde der orientalische Musikstil in Israel populär, und die Liedmelodie wurde in Rhythmus und Vortrag entsprechend abgewandelt. Auch einige Verse des Gedichts wurden geändert. Sohar Argov nahm das Lied 1981 in sein drittes Album, Haju smanim („Das waren Zeiten“), auf und schuf damit eine ausdrucksvolle Interpretation im Misrachi-Stil.
Nachdem die ursprünglichen Autoren von Text und Musik des Liedes bei späteren Aufnahmen oft unerwähnt geblieben waren, wurde 2014 in einem Schiedsverfahren der israelischen Verwertungsgesellschaft ACUM entschieden, dass die Urheberrechte Weinstein und Kobrin zustehen.